# Национальная академия наук Беларуси

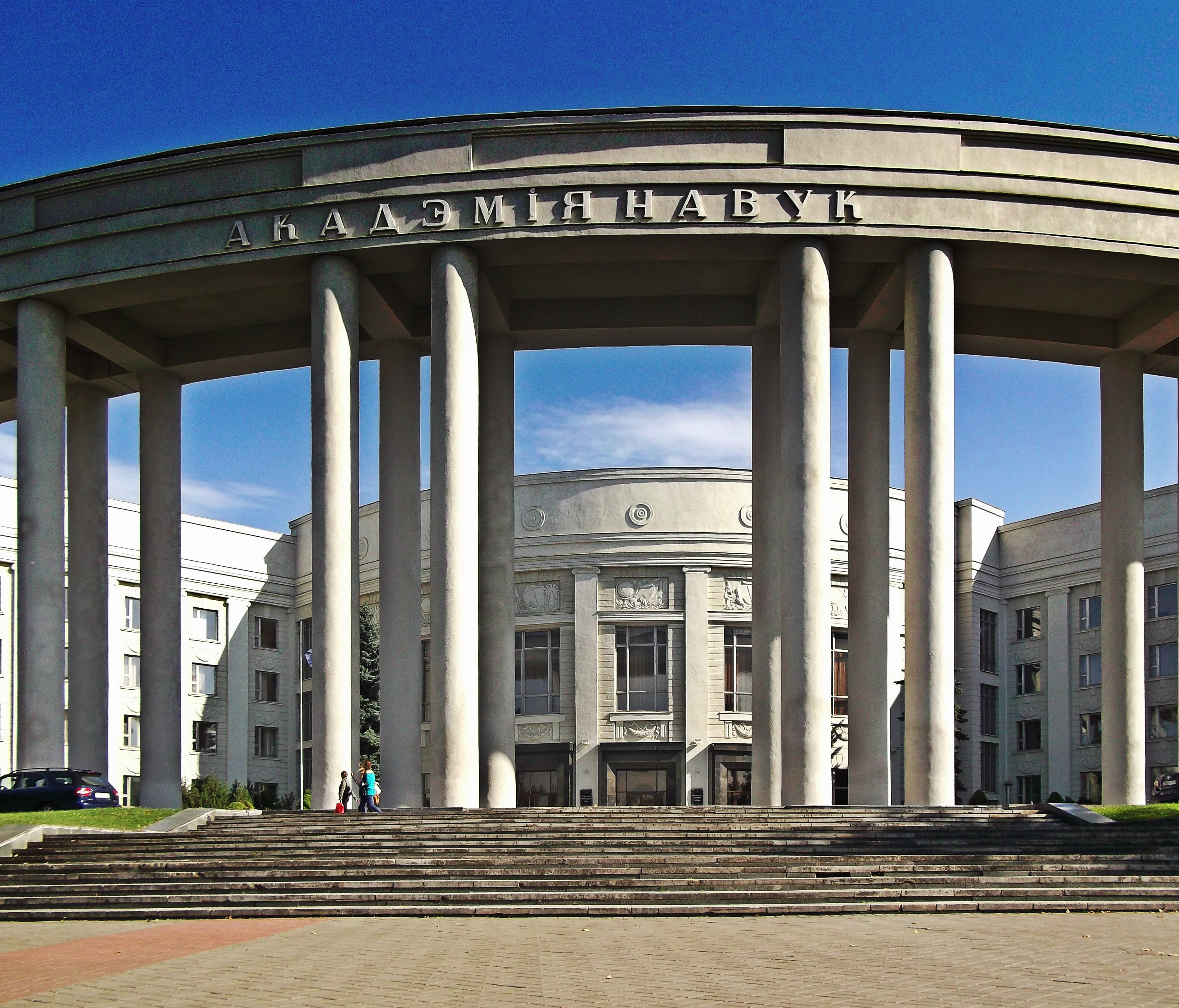
Главное здание Академии наук

«Национа́льная акаде́мия нау́к Белару́си» (НАН Беларуси; бел. Нацыянальная акадэмія навук Беларусі) — высшая государственная научная организация Беларуси, осуществляющая организацию, проведение и координацию фундаментальных и прикладных научных исследований и разработок по различным направлениям естественных, технических, гуманитарных, социальных наук и искусств.
Для решения возложенных задач выполняет отдельные функции республиканского органа государственного управления в пределах полномочий, определённых законом, Уставом Академии наук и другими законодательными актами. Подчиняется президенту Республики Беларусь и подотчётна Совету министров.

## История

### Белорусская академия наук (1928—1936)
Белорусская академия наук была создана 1 января 1929 года в БССР на базе научно-исследовательского и культурно-общественного учреждения республики — Института белорусской культуры (Инбелкульт) (1922—1928), который был реорганизован в Академию наук постановлением Центрального Исполнительного Комитета и Совета народных комиссаров БССР от 13 октября 1928 года.
Торжественное открытие Академии наук состоялось в Минске 1 января 1929 года, в десятую годовщину образования Белорусской ССР. Первым президентом Академии наук стал историк В. М. Игнатовский. На день открытия штат академии составлял только 128 человек, из них 87 научных сотрудников. Почти все из них не имели высшего образования, у многих не было даже полного среднего. Однако с самого начала Академия наук стала ведущим научным центром, влияющим на экономическое, технологическое, социальное и культурное развитие новообразованной советской республики.
Академия наук БССР сыграла большую роль в проведении политики «белорусизации», вследствие чего её руководство затронули репрессии 1930-х годов. Первый президент Игнатовский был исключен из партии и покончил с собой, а два его преемника — Павел Горин и Иван Сурта, были расстреляны как «враги народа».

### Академия наук Белорусской ССР (1936—1991)
20—24 мая 1936 года на сессии Белорусской академии наук был принят новый устав, в соответствии с которым организация получила название Академии наук Белорусской ССР, её научные учреждения объединялись в профильные отделения.
К началу 1941 года в Академии наук работали около 750 человек. В её структуре было 12 научно-исследовательских учреждений, из них 9 институтов.
После освобождения Минска в июле 1944 года 8 академических институтов возобновили свою деятельность, а в 1951 году в Академии наук насчитывалось уже 29 научно-исследовательских учреждений, из них 16 институтов. Общая численность сотрудников достигла 1234 человек, в их число входили 33 академика, 27 членов-корреспондентов, 55 профессоров и докторов наук, 165 кандидатов наук.
В 1969 году в составе академии находился 1 почётный академик, 61 академик и 54 члена-корреспондента; функционировали 5 отраслевых отделений и 20 научно-исследовательских институтов. В 1980-е в АН БССР работали около 40 тыс. научных работников высокой квалификации.

### Академия наук Беларуси (1991—1997)
Распад СССР привел к тому, что в 1991—2001 годах численность работников Академии сократилась на 39,1 % (на 6690 человек).

### Национальная академия наук Беларуси
В 2002 году было создано отделение аграрных наук НАН Беларуси путём включения Академии аграрных наук Республики Беларусь в состав НАНБ. Объединение привело к увеличению числа научно-исследовательских организаций на 22 юридических лица, а персонала — на 6022 человека.
До октября 2004 года руководители академии назывались президентами, затем эта должность была переименована в «председатель президиума» и перестала быть выборной — главу Академии наук стал назначать Александр Лукашенко. Президент также назначает председателя ВАК, своими указами регулирует различные вопросы деятельности НАНБ — вплоть до жилищных.
Руководитель академии по должности входит в Совмин Беларуси на правах министра науки (такой должности в составе правительства формально нет).
По состоянию на 1 января 2012 года в Академии наук работали свыше 18,6 тысяч человек(из них 6210 исследователей), в том числе 496 докторов наук и 1836 кандидатов наук).
За всю историю Академии наук в её состав были избраны 280 действительных членов и 242 члена-корреспондента. Численность действительных членов и членов-корреспондентов академии устанавливается Президентом Республики Беларусь и согласно указу от 3 февраля 2003 года № 56 не может превышать 100 академиков и 145 членов-корреспондентов. На 13 августа 2025 года в Национальной академии наук Беларуси состояли 79 академиков, 100 членов-корреспондентов, 4 почётных и 23 иностранных члена.
Представительство НАН Беларуси планировалось открыть в Варшаве.

### Руководство
Руководители Академии по году избрания или назначения:
Президенты:
- 1929 — Игнатовский, Всеволод Макарович
- 1931 — Горин, Павел Осипович
- 1936 — Сурта, Иван Захарович
- 1938 — Горев, Константин Васильевич
- 1947 — Жебрак, Антон Романович
- 1947 — Гращенков, Николай Иванович
- 1952 — Купревич, Василий Феофилович
- 1969 — Борисевич, Николай Александрович
- 1987 — Платонов, Владимир Петрович
- 1992 — Сущеня, Леонид Михайлович
- 1997 — Войтович, Александр Павлович
- 2000 — Мясникович, Михаил Владимирович

Председатели президиума:
- 2004 — Мясникович, Михаил Владимирович
- 2010 — Русецкий, Анатолий Максимович
- 2013 — Гусаков, Владимир Григорьевич
- 2025 — Караник, Владимир Степанович[15]

## Деятельность
На данный момент деятельность НАН Беларуси представлена в пяти направлениях:
- исследования и разработки,
- международные связи,
- подготовка научных кадров,
- решение вопросов в рамках компетенции научных советов и комитетов,
- выдача премий.

### Подготовка научных кадров
Национальная академия наук Беларуси реализует образовательные программы трех видов (численность обучающихся приведена на 1 января 2009 года):
- магистратура (существует с 2007 года) — 68 чел.;
- аспирантура — 562 чел.;
- докторантура — 39 чел.

Набор в аспирантуру Академии имеет тенденцию к сокращению. В 2002 году в аспирантуру было принято 332 человека, а в 2008 году — только 162 человека. Для докторантуры эти показатели составили 4 и 9 человек соответственно.

## Организации
Президиум Национальной академии наук Беларуси
- Отделение аграрных наук
- Отделение биологических наук
- Отделение гуманитарных наук и искусств
- Отделение медицинских наук
- Отделение физики, математики и информатики
- Отделение физико-технических наук
- Отделение химии и наук о Земле

Научные институты и центры:
- Институт социологии НАН Беларуси
- Институт генетики и цитологии НАН Беларуси
- Институт леса НАН Беларуси
- Институт истории НАН Беларуси
- Институт льна НАН Беларуси
- Институт микробиологии НАН Беларуси
- Объединённый институт машиностроения Национальной академии наук Белоруссии
- Университет Национальной академии наук Беларуси[17]
- Институт природопользования НАН Беларуси
- Институт радиобиологии НАН Беларуси
- Институт технической акустики НАН Беларуси[бел.]
- Институт технологии металлов НАН Беларуси
- Институт тепло- и массообмена имени А. В. Лыкова НАН Беларуси
- Институт химии новых материалов
- Институт фармакологии и биохимии НАН Беларуси
- Институт физики имени Б. И. Степанова НАН Беларуси
- Институт философии НАН Беларуси
- Институт экономики НАН Беларуси
- Объединённый институт проблем информатики Национальной академии наук Беларуси
- Объединённый институт энергетических и ядерных исследований «Сосны»
- Полесский аграрно-экологический институт Национальной академии наук Беларуси

Конструкторские организации и Производственные организации:
- ГП «АКАДЕМФАРМ» ИФБ НАН Беларуси[18]
- УП Феррит НАН Беларуси
- ОАО «Бобруйский завод биотехнологий»

Опытные станции и базы:
- Центральный ботанический сад Национальной академии наук Беларуси

Научные библиотеки:
- Центральная научная библиотека имени Я. Коласа НАН Беларуси
- Белорусская сельскохозяйственная библиотека им. И. С. Лупиновича

Другие организации:
- Музеи и архив
- Издательский дом
- Гомельский филиал[19]
- Сеть Национальной академии наук Беларуси BASNET[20]

## Проблемы академии

### Старение научных кадров
Для НАНБ характерно постоянное старение научных кадров (в 2012 году 45,8 % исследователей были старше 50 лет)), что в значительной мере связано с очень затрудненной процедурой получения ученой степени. В результате средний возраст докторов и кандидатов наук, занятых исследованиями и разработками в НАН Беларуси, очень высок. В 2013 году среди 1877 исследователей Академии моложе 35 лет докторов не было вовсе, а кандидатов насчитывалось только 218. Абсолютное большинство исследователей, имеющих степень доктора наук (349 из 458), в 2013 году было старше 60 лет.

### Отток научных кадров за рубеж
Для Национальной академии наук Беларуси характерен небольшой отъезд ученых за границу: в 2001—2013 годах выехали на постоянное место жительства и не вернулись оттуда 109 исследователей НАНБ, в том числе 2 доктора наук и 64 кандидата наук.

## Издания
Национальная академия наук Беларуси издаёт ряд общенаучных периодических изданий:
- Даклады Нацыянальнай акадэмiі навук Беларусi (рус. Доклады Национальной академии наук Беларуси)
- Весці Нацыянальнай акадэміі навук Беларусі (рус. Известия Национальной академии наук Беларуси в семи сериях)
  - Серыя аграрных навук (рус. Серия аграрных наук)
  - Серыя біялагічных навук (рус. Серия биологических наук)
  - Серыя гуманітарных навук (рус. Серия гуманитарных наук)
  - Серыя медыцынскіх навук (рус. Серия медицинских наук)
  - Серыя фізіка-матэматычных навук (рус. Серия физико-математических наук)
  - Серыя фізіка-тэхнічных навук (рус. Серия физико-технических наук)
  - Серыя хімічных навук (рус. Серия химических наук)
- Вестник Фонда фундаментальных исследований
- Наука и инновации

Также издаются специализированные журналы:
- Нелинейные явления в сложных системах (англ. Nonlinear phenomena in complex systems)
- Аграрная экономика
- Вычислительные методы в прикладной математике
- Дифференциальные уравнения
- Журнал прикладной спектроскопии
- Земледелие и охрана растений
- Инженерно-физический журнал
- Информатика
- Литосфера
- Личность. Культура. Общество
- Материалы. Технологии. Инструменты
- Мелиорация
- Механика машин, механизмов и материалов
- Неразрушающий контроль и диагностика
- Новости медико-биологических наук
- Пищевая промышленность: наука и технологии
- Природные ресурсы
- Трение и износ
- Труды Института математики

## Награды
- Орден Ленина (5 декабря 1978 года)[24].
- Орден Дружбы народов (5 августа 1975 года)
- Почётное государственное знамя Республики Беларусь (11 января 1999 года) — за особые достижения в социально-культурном развитии[25].

## Изображения на деньгах

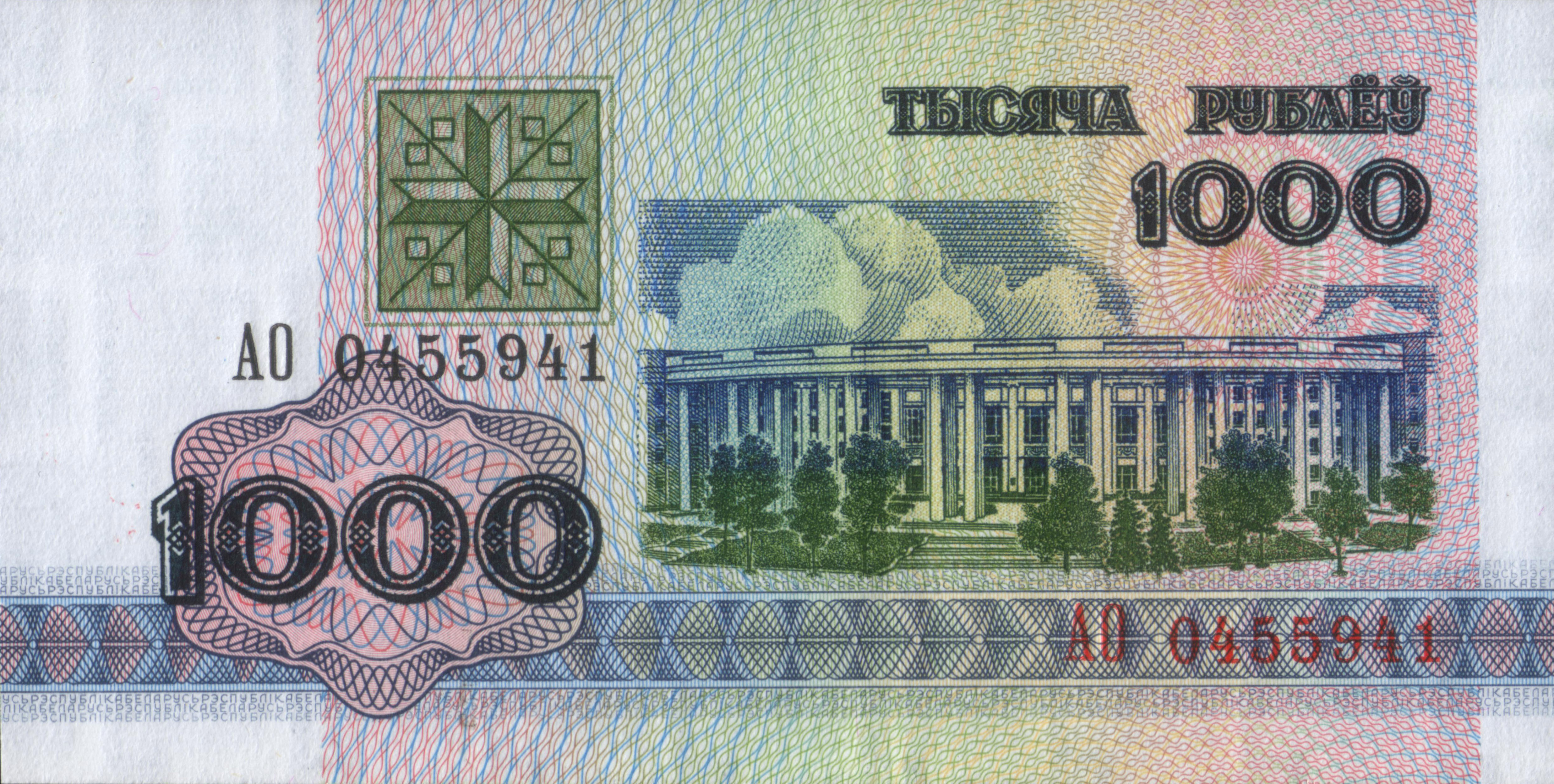
Национальная академия наук Республики Беларусь на банкноте в 1000 белорусских рублей 1992 года (банкнота выведена из обращения)
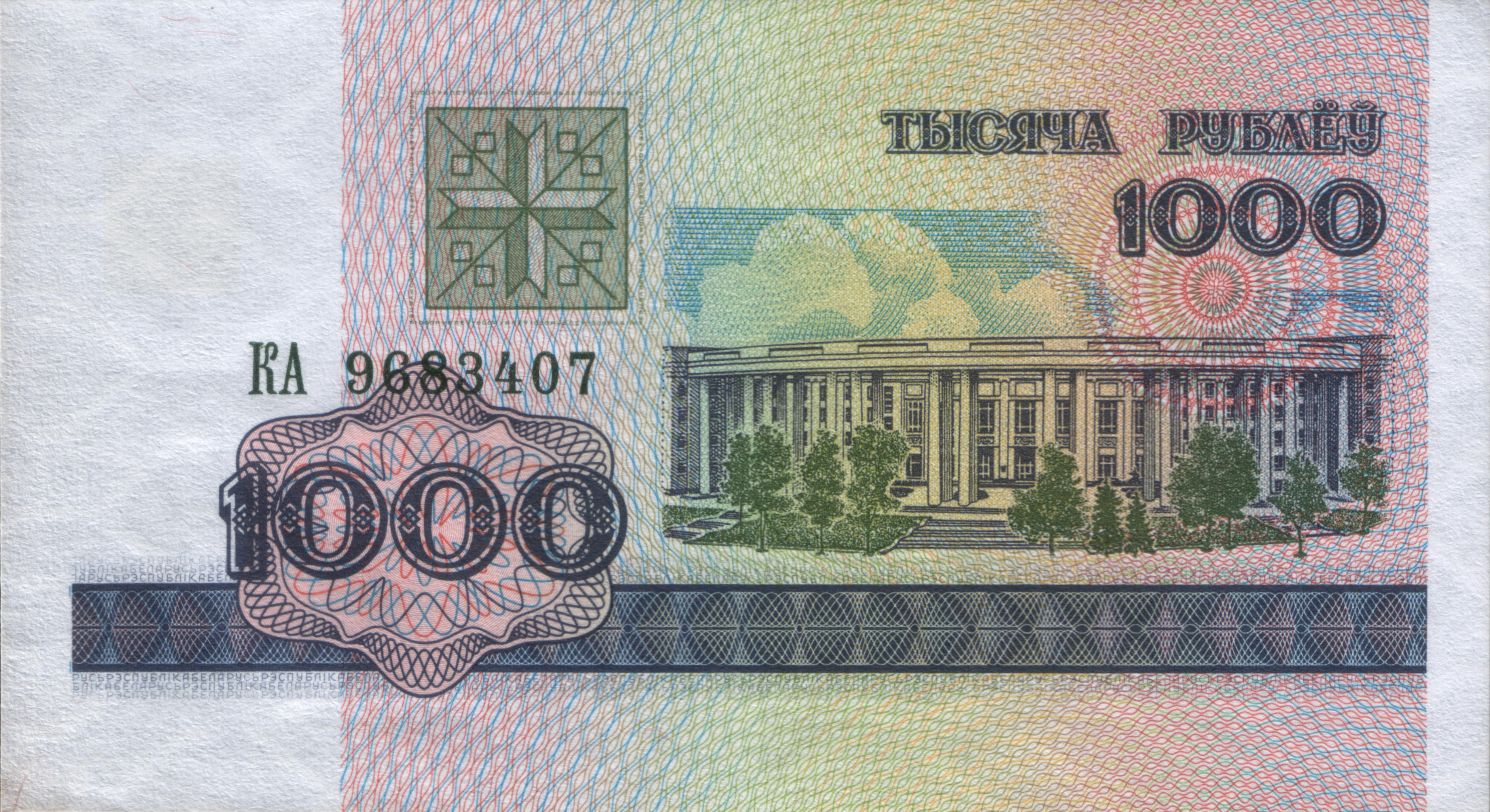
Национальная академия наук Республики Беларусь на банкноте в 1000 белорусских рублей 1998 года (банкнота выведена из обращения)
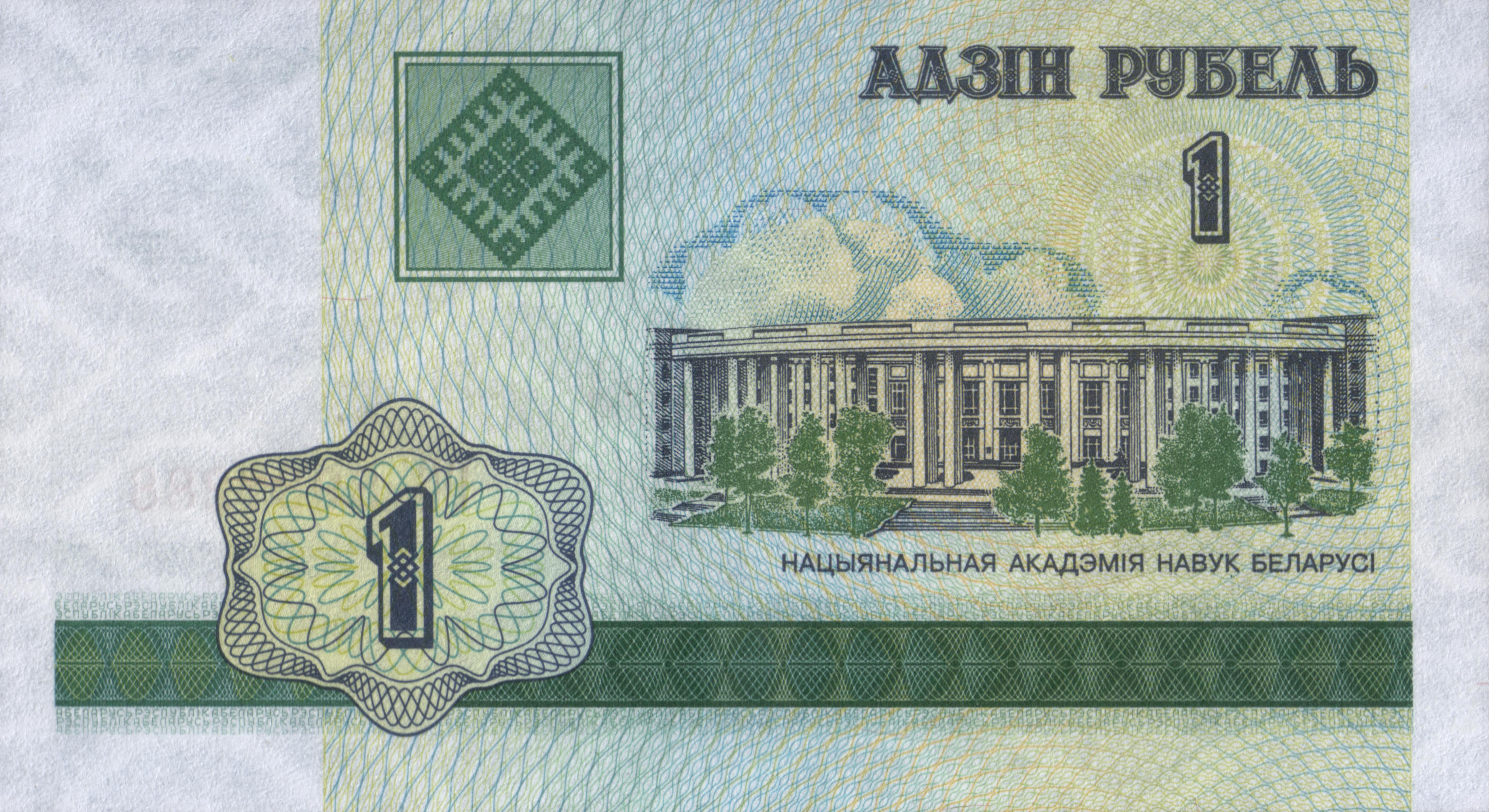
Национальная академия наук Республики Беларусь на банкноте в 1 белорусский рубль 2000 года (банкнота выведена из обращения)
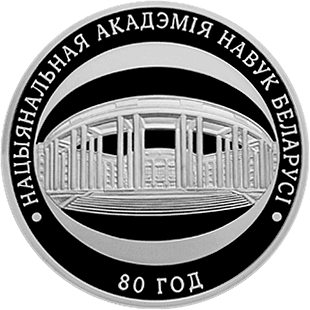
Юбилейная монета «Национальная академия наук Республики Беларусь. 80 лет» (2009)